# Župnija Štanjel
Župnija Štanjel je rimskokatoliška teritorialna župnija v Škofiji Koper. Sodi v kraško dekanijo.

## Sakralni objekti
- cerkev svetega Danijela v Štanjelu - župnijska cerkev
- cerkev svetega Jožefa v Hruševici - podružnica
- cerkev svetega Gregorja v Kobdilju - podružnica

Od 1. januarja 2018  :
- cerkev sv. Katarine Aleksandrijske - podružnica
- cerkev sv. Mihaela - podružnica

## Nedeljske svete maše
V župniji sta v nedeljo dopoldan dve sveti maši, in sicer v Štanjelu in Kobjeglavi, izmenično ob 9.00 in 10.30.